# 불국중학교
불국중학교(佛國中學校)는 대한민국 경상북도 경주시 시래동에 있는 공립 중학교이다.

## 학교 연혁
- 1980년 1월 24일 : 불국중학교 설립인가(15학급)
- 1980년 3월 1일 : 초대 박석홍 교장 취임
- 1980년 3월 4일 : 제1회 입학식 거행(불국사 초등학교에서)
- 1980년 6월 1일 : 본 교사로 이전
- 1980년 10월 17일 : 개교식 거행
- 1981년 7월 30일 : 본관 3층 교사 준공
- 2001년 12월 30일 : 교내 급식소 신축
- 2006년 11월 14일 : 향목도서관 현대화 개관
- 2012년 6월 21일 : 향목관(다목적강당) 증축
- 2022년 9월 1일 : 제19대 윤성학 교장 취임
- 2024년 1월 5일 : 제42회 졸업식(졸업생 55명, 졸업누계 6,874명)
- 2024년 3월 4일 : 제45회 입학식 61명(남 33명, 여 28명)

## 참고 자료
- 불국중학교 - 한국교육학술정보원 학교알리미